# エイドリアナ・ニコール

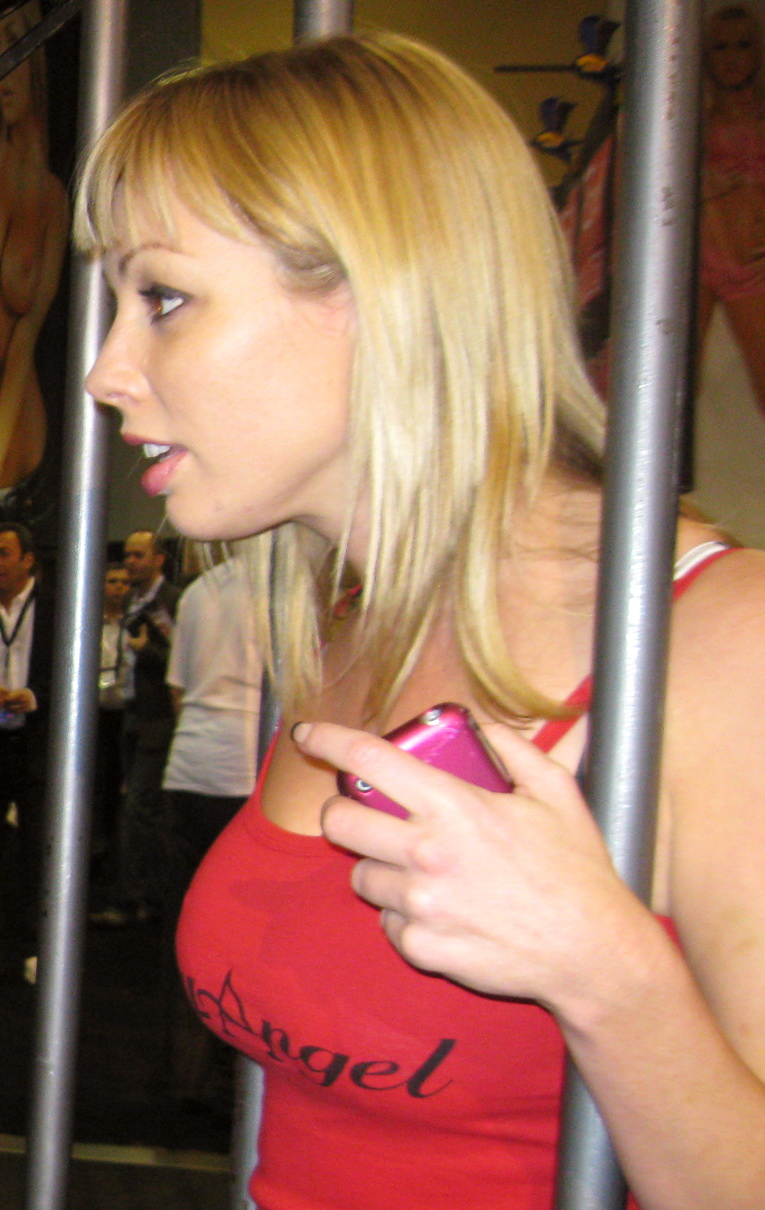
エイドリアナ・ニコール

エイドリアナ・ニコール（Adrianna Nicole、1977年3月25日 - ）は、アメリカ合衆国のポルノ女優。カリフォルニア州サンフランシスコ出身。